# نوربرت ليو بوتز
نوربرت ليو بوتز (بالإنجليزية: Norbert Leo Butz)‏ مواليد 30 يناير 1967 في سانت لويس، هو ممثل أمريكي بدأ مسيرته الفنية عام 1996.

## الأعمال
- دان في الحياة الحقيقية
- لعبة عادلة
- القانون والنظام: الوحدة الخاصة للضحايا
- سي اس آي: التحقيق في موقع الجريمة
- ذا غود وايف
- العرض المتأخر مع ديفيد ليترمان

## وصلات خارجية
- نوربرت ليو بوتز على موقع IMDb (الإنجليزية)
- نوربرت ليو بوتز على موقع ألو سيني (الفرنسية)
- نوربرت ليو بوتز على موقع ميوزك برينز (الإنجليزية)
- نوربرت ليو بوتز على موقع أول موفي (الإنجليزية)
- نوربرت ليو بوتز على موقع قاعدة بيانات برودواي على الإنترنت (الإنجليزية)
- نوربرت ليو بوتز على موقع قاعدة بيانات الأفلام السويدية (السويدية)
- نوربرت ليو بوتز على موقع ديسكوغز (الإنجليزية)
- نوربرت ليو بوتز على موقع قاعدة بيانات الفيلم (الإنجليزية)
- نوربرت ليو بوتز على موقع كينوبويسك (الروسية)